# 1996
1996 (MCMXCVI) fou un any de traspàs començat en dilluns segons el calendari gregorià.

## Esdeveniments
Països Catalans
- 29 de febrer, Barcelona: Inauguració del Museu d'Història de Catalunya.[1]
- 8 de setembre, Conca de Barberà i Balaguer: Felip de Borbó les visita i es converteix en el primer Borbó que ostenta el títol de duc de Montblanc.
- 13 de desembre: Un grup d'intel·lectuals nacionalistes espanyols creen, al Centre de Cultura Contemporània de Barcelona el Foro Babel amb la intenció d'esdevenir un grup de pressió a favor de l'ús del castellà a Catalunya.
- Es funda la discogràfica Guerssen.

Resta del món
- 29 de gener, Venècia: Un incendi destrueix completament el Gran Teatre La Fenice.[2]
- 29 de febrer, Sarajevo, Bòsnia i Hercegovina: Finalitza el setge de Sarajevo mantingut pels paramilitars i soldats serbis durant la Guerra de Bòsnia, el més llarg contra una gran ciutat en la història militar moderna, des del 5 d'abril de 1992, durant gairebé quatre anys.
- 3 de març, Espanya: Eleccions generals, guanya el PP per un estret marge de 156 escons, i el PSOE 141.
- 7 de març, Ramallah, Cisjordània: s'hi constitueix el primer parlament palestí escollit democràticament.[3]
- 15 de març, Malabo, Guinea Equatorial: Teodoro Obiang, fins aleshores president del país, es proclama cap de l'estat.
- 25 de març, Brussel·les, Bèlgica: el Comitè Veterinari de la UE prohibeix les exportacions de vaca britànica així com els seus productes derivats, a causa de la malaltia de las "vaques boges" (encefalopatia espongiforme).[4]
- 27 de març, EUA: Surt a la venda el primer ordinador de butxaca Palm Pilot, amb el sistema operatiu Palm OS.
- 18 d'abril, Qana, Líban: L'exèrcit d'Israel bombardeja la base dels cascos blaus de l'ONU, matant almenys a 102 civils que s'hi refugiaven.[5]
- 5 de juliol, Edimburg, Escòcia: hi neix el primer mamífer clònic, una ovella anomenada Dolly; l'Institut Roslin ho farà públic el 23 de febrer de l'any següent
- 8 de juliol, Regne Unit: el grup femení de música anglesa Spice Girls publica el seu primer single i comença el fenomen "Spice Girls" al món.
- 26 de desembre, Corea del Sud: Vaga coreana de 1996

### Premis Nobel
| Camp                  | Guardonats                                                       |
| --------------------- | ---------------------------------------------------------------- |
| Física                | - David M. Lee - Douglas D. Osheroff - Robert Coleman Richardson |
| Química               | - Robert Curl - Harold Kroto - Richard Smalley                   |
| Medicina o Fisiologia | - Peter C. Doherty - Rolf M. Zinkernagel                         |
| Literatura            | - Wislawa Szymborska                                             |
| Pau                   | - Carlos Filipe Ximenes Belo - José Ramos-Horta                  |
| Economia              | - James Mirrlees - William Vickrey                               |

## Naixements
Països Catalans
- 6 de gener - Terrassa: Miki Núñez, cantant català.
- 7 de març - Sabadell: Manel Navarro, cantant català.
- 19 de març - Felanitx: Mariona Caldentey, futbolista mallorquina que juga com a centrecampista.[6]
- 24 de març - L'Olleria, Vall d'Albaida: Sara Micó Soler, futbolista valenciana, que juga com a defensa.[7]
- 29 d'abril - Sant Esteve de Palautordera: Albert Baró, actor català.
- 14 de maig, Argentona: Mireia Oriol, actriu i model catalana.
- 7 de juny - Sabadell: Judith Forca, waterpolista catalana del CN Sabadell, membre de la selecció espanyola.[8]
- 25 de juny - Vic: Núria Graham, cantant catalana.[9]
- 3 d'agost - Vilassar de Mar: David Solans, actor català.
- 1 de setembre - Santa Maria de Besora, Osona: Marina Comas i Oller, actriu catalana.[10]
- 22 de setembre - València: Fátima Diame, atleta valenciana d'ascendència senegalesa, especialitzada en triple salt.[11]
- 9 de desembre - Alt Empordà: Alberto Tarradas Paneque, polític català.

Resta del món
- 16 de gener, Moscou, Rússia: Anastassia Grixina, gimnasta artística russa, subcampiona olímpica a Londres 2012.[12]
- 26 de gener, Madrid, Espanya: María Pedraza, actriu espanyola de cinema i televisió.[13]
- 22 de març, Suècia: Ludvig Håkanson, jugador de bàsquet internacional
- 20 d'abril, Adanna: Veriko Tchumburidze, violinista turca d'origen georgià.[14]
- 25 d'abril, Fuengirola, Espanya: Miguel Herrán, actor espanyol.
- 26 d'abril, Marbella, Espanya: Pablo Raez, espostista i blocaire espanyol (M. 2017).
- 14 de maig, Amstelveen, Països Baixos: Martin Garrix, DJ i productor neerlandès.
- 15 de maig, 
  - Lymington, Anglaterra: Birdy, cantant i compositora anglesa.[15]
  - Balanegra, Almeria: Nerea Camacho, actriu espanyola.[16]
- 27 de juny, Miami, Florida, EEUU: Lauren Jauregui, cantant americana, membre del grup femení Fifth Harmony.[17]
- 11 de juliol - Jamaica: Jacob Romero Gibson, actor jamaicà.
- 13 d'agost, Rosario (Argentina): Juan Cruz Komar, futbolista argentí que juga com a defensa
- 7 de novembre, Auckland, Nova Zelanda: Lorde, cantautora neozelandesa.[18]
- 26 de novembre, Hénin-Beaumont, Pas de Calais: Louane Emera, cantant i actriu francesa.[19]
- 4 de desembre - Porto: Diogo Jota, futbolista portuguès (m. 2025).

## Necrològiques
Països Catalans
- 31 de gener, Barcelona: Paquita Ferrándiz, actriu teatral catalana[20]
- 4 de febrer, Arenys de Mar, el Maresme: Fèlix Cucurull i Tey, escriptor i historiador català.
- 6 de febrer, Alella, el Maresme: Maria Oleart i Font poetessa i narradora catalana.[21]
- 10 de febrer, Palamós, el Baix Empordà: Lluís Figa i Faura, jurista i notari català.
- 17 de febrer, Barcelona: Hertha Frankel, ballarina i marionetista nascuda a Àustria i instal·lada a Espanya des de 1942[22]
- 14 de març, Barcelona: Conxa Sisquella i Planas, pintora i artista destacada de la postguerra[23]
- 27 de març, Barcelona: Carme Soriano i Tresserra, nedadora catalana, molt popular a la dècada dels anys trenta [24]
- 27 de maig, Barcelona: Enric Ribó i Sugrañes, director d'orquestra i de cor català[25]
- 30 de juny, Barcelona: Miquel Arimany i Coma, escriptor i editor català.[26]
- 12 de juliol, Oberdürnbach, Àustria: Gottfried von Einem, compositor austríac[27]
- 19 de juliol, Campos, Mallorca: Damià Huguet Roig, poeta i editor mallorquí.
- 20 de juliol, Palma, Mallorca: Miquel Àngel Riera Nadal, escriptor mallorquí.[28]
- 26 d'octubre, València: Miquel Asins Arbó, compositor i director de música (78 anys).
- 5 de novembre, Asunción, Paraguai: Rina Celi, cantant barcelonina de jazz i música lleugera dels anys quaranta, i actriu.[29]
- 3 de desembre, Barcelona: Joaquim Ventalló i Vergés, periodista, polític, traductor, poeta i publicista català.
- 6 de desembre, Barcelona: Maria Teresa Balcells i Llastarry, pianista i pedagoga catalana.[30]
- 14 de desembre, Ossera: Sofia Montaner i Arnau, trementinaire catalana, la darrera que va exercir aquest ofici [31]
- 18 de desembre, Cambrils: María Mullerat i Bassedas, mestra pionera en l'educació de nens i nenes amb discapacitat [32]
- Barcelona: Soledad Martínez García, pintora catalana[33]

Resta del món
- 8 de gener, 
  - Madrid: Carmen Conde, mestra, poeta i narradora espanyola, la primera acadèmica de la Reial Acadèmia Espanyola[34]
  - París, França: François Mitterrand, polític francès, President de França.
- 18 de gener, París: Leonor Fini, pintora i artista surrealista argentina, il·lustradora i dissenyadora [35]
- 3 de març, París: Marguerite Duras, escriptora francesa (81 anys).[36]
- 13 de març: Krzysztof Kieślowski, director de cinema polonès[37]
- 21 de març, Lima: Enrique Delgado Montes, cantautor
- 2 d'abril, Madrid: Elena Romero Barbosa, compositora, pianista i directora d'orquestra[38]
- 5 d'abril, Alcobendas, Madrid: Encarna Sánchez, periodista espanyola, locutora de ràdio i presentadora de televisió[39]
- 6 d'abril, Dallas, Texas, EUA: Greer Garson, actriu estatunidenca.
- 17 d'abril, Madrid, Espanya: José Luis López Aranguren, filòsof, assagista i professor espanyol (86 anys).[40]
- 21 d'abril, Gekhi-Chu, República Txetxena d'Itxkèria) : Djokhar Dudàiev, fou el primer president de la República Txetxena d'Itxkèria[41]
- 23 d'abril, Londres: Pamela Lyndon Travers, escriptora australiana, creadora de Mary Poppins.[42]
- 25 d'abril:
  - Roma, Itàlia: Rafael Orozco Flores, pianista andalús[43]
  - Los Angeles, Califòrnia, Estats Units: Saul Bass, grafista estatunidenc[44]
- 29 de maig, Santa Monica: Tamara Toumanova, ballarina i actriu estatunidenca d'origen rus[45]
- 2 de juny, Berlín, Alemanya: Pilar Lorengar, soprano espanyola[46]
- 9 de juny, Madrid: Rafaela Aparicio, actriu teatral, televisiva i cinematogràfica espanyola[47]
- 10 de juny, Londres: Marie-Louise von Motesiczky, pintora austríaca[48]
- 11 de juny, Ascona, Suïssa: Brigitte Helm, actriu de cinema alemanya, protagonista de film mut Metropolis (1927)[49]
- 15 de juny, Beverly Hills, Califòrnia: Ella Fitzgerald, cantant nord-americana de jazz (79 anys).[50]
- 17 de juny, Cambridge (Massachusetts): Thomas Kuhn, epistemòleg nord-americà[51]
- 18 de juny, Montevideo: Amalia Polleri, professora, artista, poeta, periodista i crítica d'art uruguaiana[52]
- 20 de juny, Múrcia: Elisa Séiquer, escultora espanyola[53]
- 23 de juny, Atenes, Grècia: Andreas Papandreu, economista i polític grec, Primer Ministre de Grècia en tres ocasions.[41]
- 25 de juny, Belfast, Irlanda del Nord: Ernest Walton, físic irlandès, Premi Nobel de Física de 1951[54]
- 9 de juliol, Madrid: Aurora Redondo, actriu de teatre i cinema[55]
- 30 de juliol, Cobblers Cove, Barbados: Claudette Colbert, actriu teatral i cinematogràfica nord-americana[56]
- 1 d'agost:
  - París: Frida Boccara, cantant francesa.[57]
  - Llombardia: Lucille Teasdale-Corti, pediatra i cirurgiana canadenca, que va treballar a Uganda contribuint al desenvolupament de serveis mèdics al nord del país.
  - Basilea, Suïssa: Tadeusz Reichstein, metge suís d'origen polonès, Premi Nobel de Medicina o Fisiologia de l'any 1950[58]
- 8 d'agost, Milton Keynes, (Anglaterra: Nevill Francis Mott, físic anglès, Premi Nobel de Física l'any 1977[59]
- 11 d'agost, Sofia, Bulgària: Baba Vanga, clarivident i curandera macedònica[60]
- 13 d'agost, Lisboa, Portugal: António de Spínola, militar i polític portuguès, 15è president de la República Portuguesa.[41]
- 18 d'agost, Comtat d'Arlington, Virgínia: Isabel Morgan, viróloga nord-americana; creà una vacuna contra la poliomielitis[61]
- 26 d'agost, Filipstad: Sven Stolpe, intel·lectual suec.
- 4 de setembre, Oxford, Regne Unit: Joan Clarke, criptoanalista i numismàtica anglesa, treballà a Bletchley Park durant la 2a Guerra Mundial[62]
- 13 de setembre,Tupac Shakur, raper i actor dels Estats Units[63]
- 17 de setembre, Berlin (Maryland), EUA): Spiro Agnew, polític estatunidenc, vicepresident dels Estats Units (1969 - 1973)[64]
- 20 de setembre, Varsòvia, Polònia: Paul Erdős, matemàtic jueu hongarès immensament prolífic[65]
- 22 de setembre, Los Angeles, Califòrnia: Dorothy Lamour, actriu estatunidenca[66]
- 26 de setembre, Londres, Anglaterra: Geoffrey Wilkinson, químic anglès, Premi Nobel de Química de l'any 1973
- 28 de setembre, Kabul, Afganistan: Mohammad Najibullah, president de la República Democràtica de l'Afganistan
- 2 de novembre, Bowie, Maryland, EUA: Eva Cassidy,  cantant de jazz i soul.[67]
- 13 de novembre: Bobbie Vaile, astrofísica i professora de física australiana
- 21 de novembre, Oxford, Anglaterra: Abdus Salam, físic pakistanès, guardonat amb el Premi Nobel de Física el 1979 (70 anys).
- 22 de novembre, Alloue, França: María Casares, actriu espanyola de teatre i cinema que triomfà a França, on s'havia exiliat[68]
- 2 de desembre, Madrid, Espanya: Elena Soriano, escriptora espanyola, fundadora i directora de la revista El Urogallo [69]
- 3 de desembre, Hamburg: Gisela Beutler, catedràtica d'universitat.
- 9 de desembre, Nairobi, Kenya: Mary Leakey, antropòloga i paleontòloga anglesa.[70]
- 13 de desembre, Beijing, República de la Xina: Cao Yu, escriptor xinès contemporani, al que s'ha considerat com el millor dramaturg en llengua xinesa[71]
- 20 de desembre, Seattle, EUA: Carl Sagan, astrònom i divulgador científic estatunidenc.
- 23 de desembre, Sarzana, Ligúria, Itàlia: Rina Ketty, cantant francesa nascuda a Itàlia[72]